# Цирл
Вижте пояснителната страница за други значения на Цирл.
Цирл (на немски: Zirl) е селище в Западна Австрия. Разположено е в окръг Инсбрук на провинция Тирол около река Ин. Надморска височина 622 m. Първите сведения за селището датират от 799 г. Има жп гара. Винарски район. Отстои на 10 km западно от провинциалния център град Инсбрук. Население 7406 жители към 1 април 2009 г.